# マッスルモンク
『マッスルモンク』（原題：大隻佬、英題：Running on Karma）は、ジョニー・トーとワイ・カーファイによる2003年の香港映画。第23回香港電影金像奨では13部門にノミネートされ、最優秀作品賞・最優秀脚本賞・最優秀主演男優賞の3部門で受賞した。

日本では2004年10月公開。キャッチコピーは「坊主、マッスルで業（カルマ）を断つ!」

## キャスト
| 役名                     | 俳優                 | 日本語吹替 |
| ------------------------ | -------------------- | ---------- |
| 大隻佬（ビッグガイ）     | アンディ・ラウ       | 楠大典     |
| 李鳳儀（リー・フンイー） | セシリア・チャン     | 甲斐田裕子 |
| 鍾SIR（チュン）          | チョン・シウファイ   | 古澤徹     |
| ウー                     | ウェン・ツォン・ユー | 大竹宏     |
| ウェン                   | リャン・シェン・ホウ | 佐々木敏   |

- その他の声の吹き替え：長嶝高士／藤井啓輔／赤城進／近藤広務／丸山壮史／帆足桃子／鹿野優以／大塚智則／堂坂晃三／中村サチコ／須賀春海／大井順子

## スタッフ
- 監督・製作：ジョニー・トー、ワイ・カーファイ
- 脚本：ワイ・カーファイ、ヤウ・ナイホイ、オー・キンイー、イップ・ティンシン
- 撮影：チェン・チュウキョン、トー・フンモ
- 編集：ロー・ウィンチョン
- 音楽：キャシーヌ・ウォン
- アクション監督：ユン・ブン

## 主な受賞
第23回香港電影金像奨（2004年）
- 最優秀作品賞
- 最優秀脚本賞
- 最優秀主演男優賞

第10回香港電影評論学会大奨(2003年)
- 最優秀男優賞
- 最優秀女優賞
- 推薦電影

第9回香港電影金紫荊奨(2004年)
- 十大華語片

第4回華語電影傳媒大獎（2005年）
- 港台最優秀脚本賞
- 港台最優秀主演男優賞

## DVD
- 日本では2005年2月4日に、アットエンタテインメントより日本版DVDが発売された。

## 参考
- allcinema Movie & DVD Databese マッスルモンク
- シネマトピックスオンライン マッスルモンク